# Infogryf
Infogryf – organizowana w Szczecinie w latach 70. i 80. XX wieku cykliczna konferencja, poświęcona praktycznym problemom wdrażania i upowszechniania zastosowań informatyki. Zawieszona w latach 90. została reaktywowana w 2008.